# بذور السلام

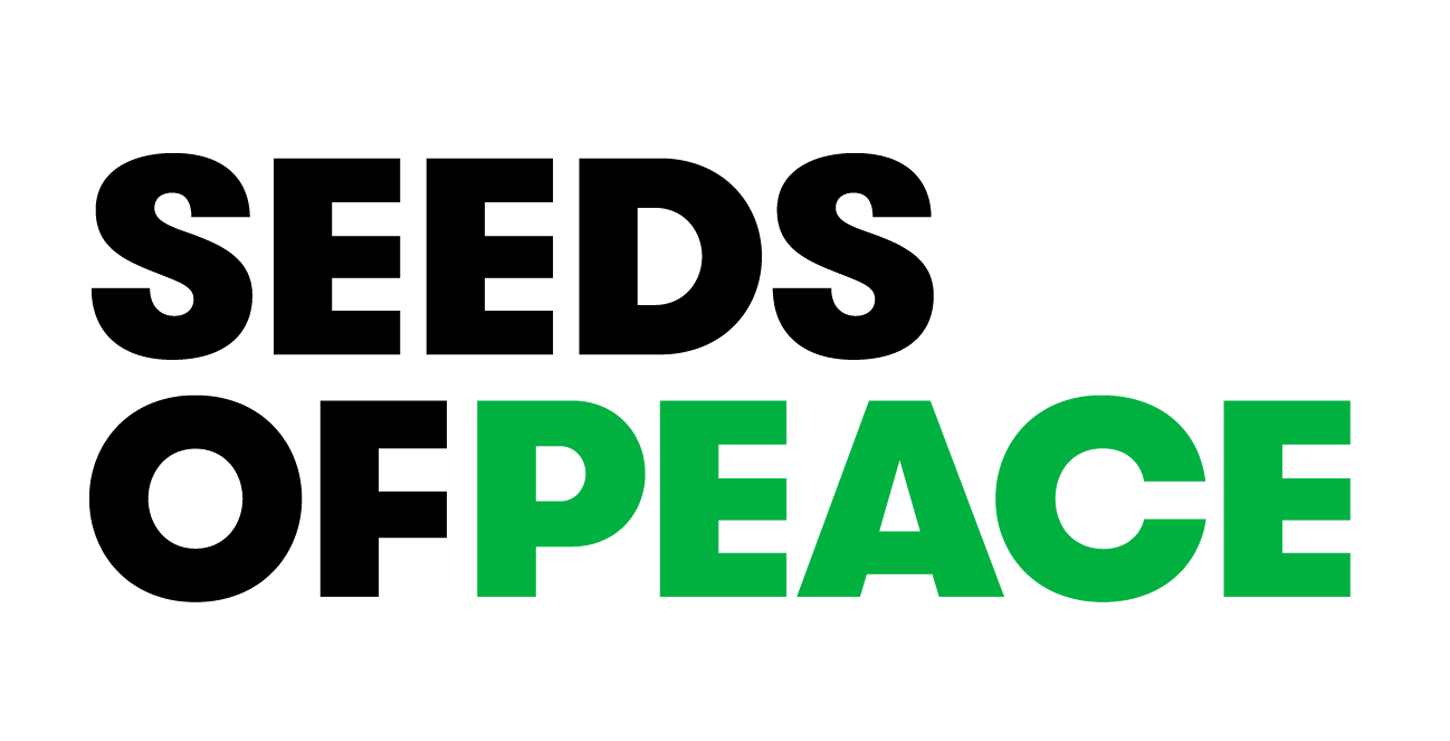

بذور السلام هي منظمة شبابية عالمية تم تأسيسها عام 1993، وتعمل للإتيان بالشباب من مناطق الصراعات لمناقشة التعايش السلمي وحل الصراعات.
بدأت بذور السلام كفكرة أعدها الصحفي الأمريكي الراحل چون والاك. في عشاء جمع بين سياسيين من إسرائيل، مصر، والسلطة الفلسطينية، وعدوه بالإتيان بـ15 شاب من كل من بلدانهم إلى معسكر جديد كان يأسسه في ولاية مين الأمريكية. أولئك الـ48، يتضمنون 3 أمريكيين، تراوحت أعمارهم ما بين 14 و16، ضمتهم الدورة الأولى لمعسكر بذور السلام الدولي، الذي أُسِّس في موقع معسكر پاوهاتان السابق في مدينة أوتيسفيلد بولاية مين. تم تنظيم المعسكر مشابهًا للمعسكرات الصيفية التقليدية في مين، مع إضافة عنصر جلسات النقاش ما بين المشاركين في المعسكر.
حضر لاحقًا المشاركين في المعسكر من عام 1993، حضروا حفل التوقيع على إعلان المبادئ (المعروف باسم اتفاقية أوسلو) في واشنطن دي سي وتم تصوير الرئيس الأمريكي بيل كلينتون ورئيس الوزراء الإسرائيلي إسحاق رابين يحملون بلوزات بذور السلام.
منذ افتتاحه في 1993، خرّج المخيم الدولي ما يزيد عن 5000 خريج. وزيادة على البلدان السابق ذكرها، يوجد الآن «بذور» (اللقب الذي يحصل عليه من يحضر المخيم، "Seed") من الأردن، تونس، المغرب، قطر، الكويت، اليمن، أفغانستان، الهند، پاكستان، جمهورية شمال قبرص التركية، جمهورية قبرص، اليونان، تركيا، صربيا، كوسوڤو، المملكة العربية السعودية، العراق، ألبانيا، وجمهورية مقدونيا. تم إيقاف برامج البلقان (ألبانيا، مقدونيا، صربيا، وكوسوڤو) وبرنامج قبرص (جمهورية قبرص التركية، جمهورية قبرص، اليونان، وتركيا) بعد صيف 2003.
المقر الرئيسي للمنظمة هو في مدينة نيويورك ويوجد أيضًا مكتب لها في واشنطن دي سي.
في عام 1999، تم تأسيس مركز التعايش في القدس لتنسيق نشاطات المنظمة في الشرق الأوسط. افتتحت «بذور السلام» أيضًا مكاتب إضافية لها في حيفا، تل أبيب، رام الله، القاهرة، وعمّان. في هذه المكاتب الإقليمية تستمر نشاطات خريجي المخيم الدولي في المنظمة عن طريق تنظيم لقاءات أخرى مع نظرائهم من عبر الحدود، بالإضافة إلى القيام بخدمات مجتمعية. يرأس «مركز التعايش» حاليًا مدير معسكر بذور السلام، تيم ويلسون.
كما تنشر المنظمة مجلة تدعى «غصن الزيتون» (The Olive Branch) التي تصدر بشكل غير دوري ويكتب فيها عن إجمالي نشاطات المنظمة.
كان چون والاك، مؤسس المنظمة، كان يرأسها حتى وفاته في 11 يوليو 2002. وقد خلفه في رئاسة المنظمة آرون ميلر الذي ترك العمل في المنظمة بدايات 2006. حاليًا ترأس المنظمة چانت والاك، زوجة المؤسس الراحل للمنظمة.
تقع مسؤولية اختيار الطلاب على وزارة التربية والتعليم العالي في كل من الدول المشاركة في المخيم الدولي وعلى المؤسسة كذلك، حيث يتم اختيار الوفود على أساس التميز والقدرات الإستثنائية.
تلتزم بذور السلام سياسة صارمة بالبقاء محايدة سياسيًا. يتم تمويل نشاطاتها بالأساس عن طريق التبرعات الخيرية، مع الحصول على تمويل مخصص لبعض النشاطات من الحكومة الأمريكية.

## الدورات
تعقد بذور السلام 2-3 دورات سنويًا. الدورتين الأوليين تتشابهان مع الدورة الأولى للمعسكر في 1993. يحضر هاتين الدورتين دائمًا وفود من إسرائيل، فلسطين، الأردن، مصر، والولايات المتحدة، ويتاح للبلدان الأخرى إرسال وفودًا إلى دورة أو الأخرى. أما الدورة الثالثة فتختلف. في السنوات السابقة كانت تتضمن برنامجًا يدعى «بلا حدود»، وهو برنامج يتضمن الحوارات ما بين الأمريكيين والعرب. وفي سنوات أخرى حضر الدورة «بذور» من ولاية مين يعملون على مواجهة قضايا إقليمية بمدينتي پورتلاند ولويستن في مين.

## وصلات خارجية
- موقع بذور السلام الرسمي